# Donny Bogićević
Donny Bogićević (* 8. Oktober 2001) ist ein deutsch-kroatischer Fußballspieler, der seit Sommer 2025 bei  Wehen Wiesbaden unter Vertrag steht.

## Karriere
Bogićević kam in der Jugend beim VfB 1900 Gießen, der TSG Wieseck und bei Rot-Weiß Erfurt zum Einsatz. In Erfurt kam er in der Oberliga Nordost zu seinen ersten Einsätzen im Herrenbereich. 
Im Juli 2021 wechselte der Deutsch-Kroate in die Regionalliga Südwest und zurück nach Gießen zum FC Gießen. Nach einer Saison in Gießen wechselte er zum Ligakonkurrenten TSV Steinbach Haiger.
Zur Saison 2023/24 verpflichtete der Drittligist Viktoria Köln Bogićević. Am 5. August 2023 debütierte er in der 3. Liga am ersten Spieltag gegen den SC Verl; beim 3:1-Sieg konnte er ein Tor sowie eine Vorlage beisteuern.
Der SV Wehen Wiesbaden verpflichtete Bogićević zur Spielzeit 2025/26.

## Erfolge
- Mittelrheinpokal-Sieger: 2025 mit Viktoria Köln